# Andøya
Andøya è un'isola norvegese facente parte dell'arcipelago delle Vesterålen, nel mar di Norvegia, appena più a nord del circolo polare artico. Amministrativamente appartiene alla contea di Nordland.

## Geografia

Gli arcipelaghi delle Lofoten e delle Vesterålen.

Nel contesto dell'arcipelago delle Vesterålen, Andøya è situata a nord est rispetto all'isola di Langøya e a nord rispetto all'isola di Hinnøya. Andøya è limitata a est dal fiordo Andfjorden, a sud ed est dal sound Risøysundet e a sud ovest dal fiordo Gavlfjorden.
Morfologicamente Andøya è caratterizzata da ampie zone pianeggianti ricoperte di sfagneti a cui si alternano ripidi sistemi montuosi culminanti nel Kvasstinden, il rilievo più alto dell'isola con 705 m.
Gli sfagneti diffusi nelle aree pianeggianti sono ancora utilizzati per la produzione di torba. Andøya è inoltre rinomata per la produzione del lampone artico.

## Attività umana
L'isola è collegata con la vicina Hinnøya per mezzo del ponte Andøybrua.
L'intera superficie dell'isola è compreso nel territorio del comune di Andøy, sebbene questo si estenda anche sull'isola di Hinnøya. La popolazione di Andøya è distribuita principalmente nei villaggi di Andenes, Bleik e Risøyhamn.
Sull'isola è presente un aeroporto, l'aeroporto di Andøya-Andenes, con collegamenti prevalentemente locali. L'isola inoltre ospita una base di lancio missilistica utilizzata per scopi scientifici.

## Galleria d'immagini

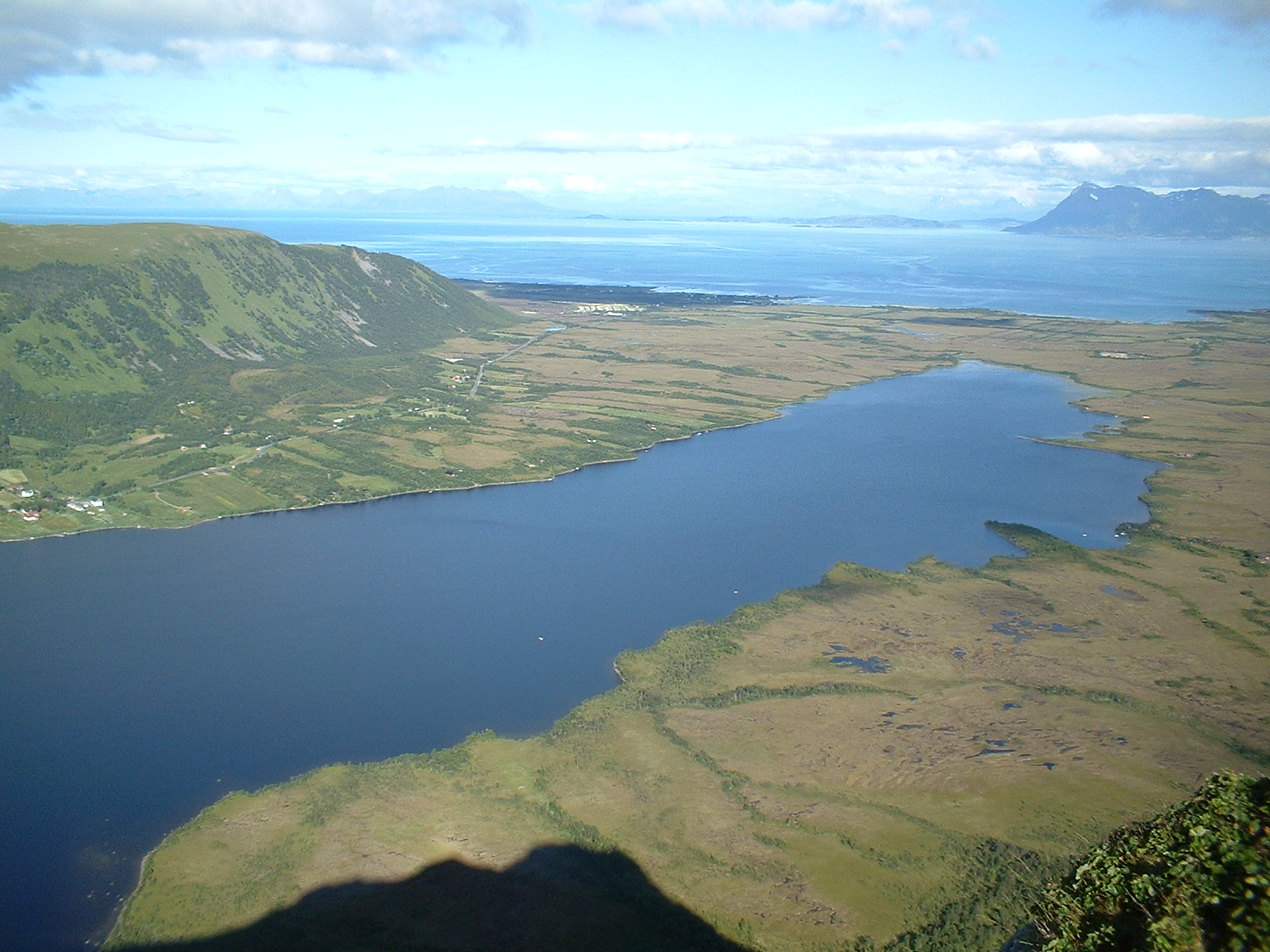
Vista del lago Ånesvatnet
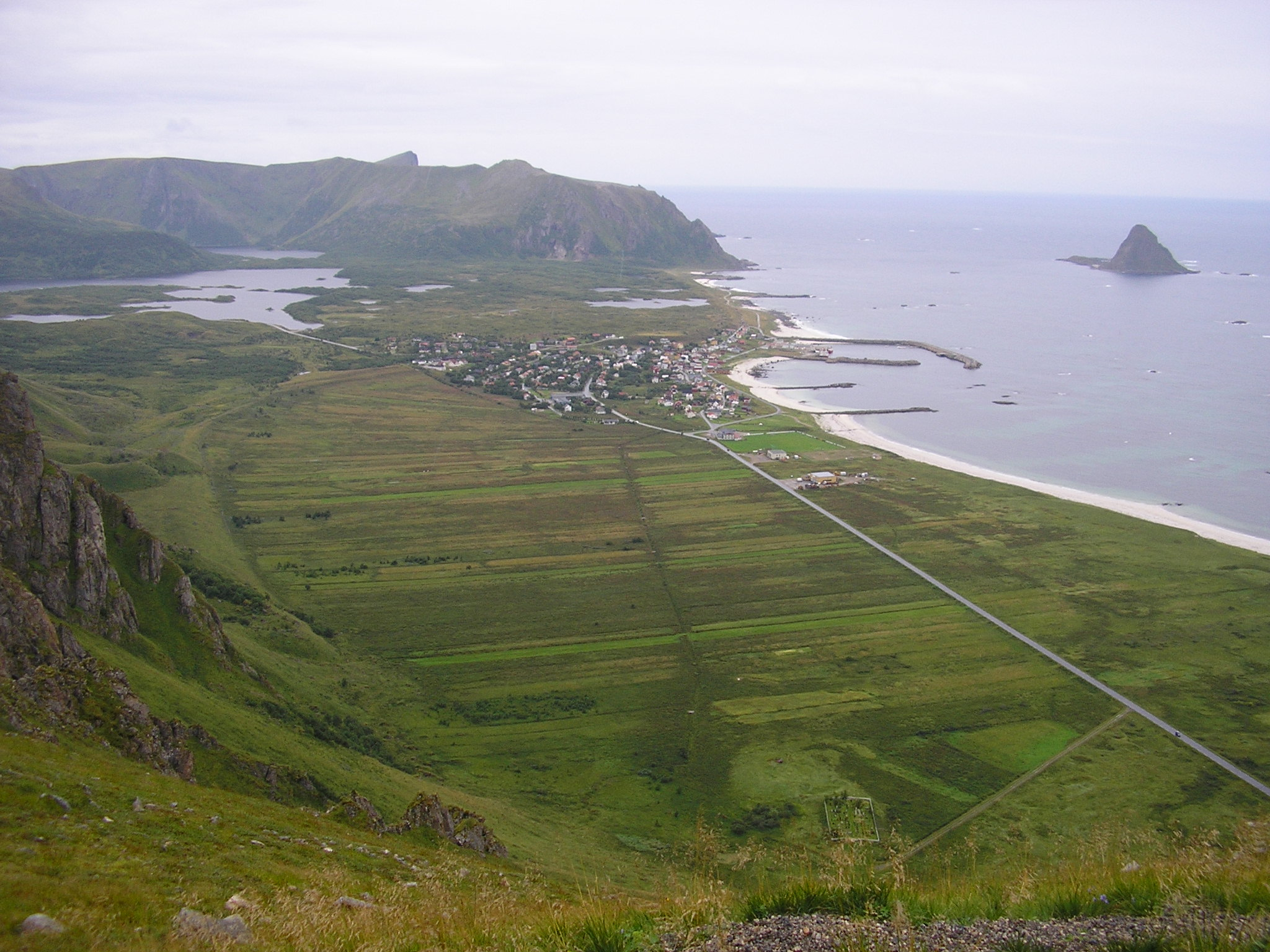
Bleik, sulla costa nord occidentale
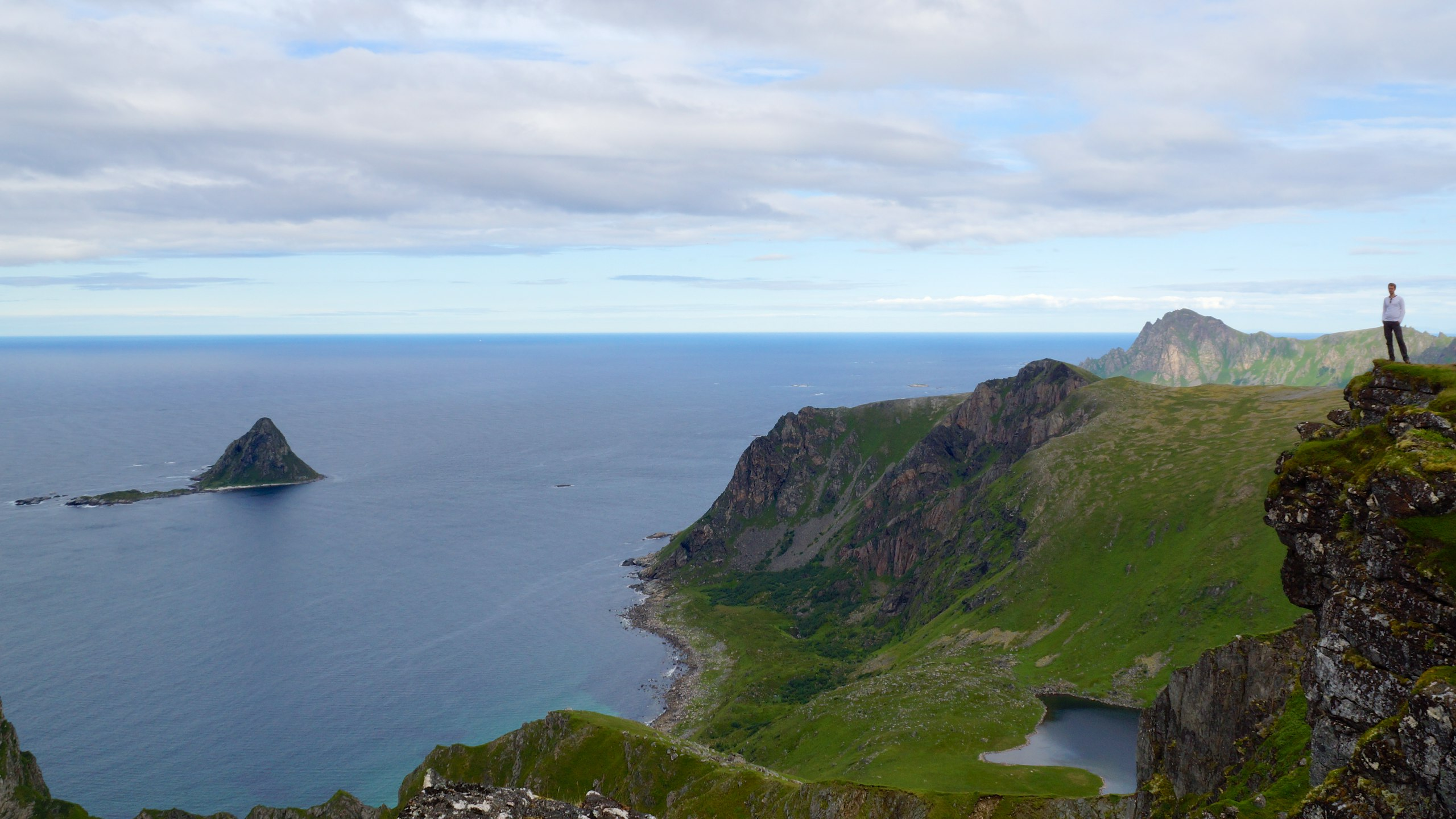
La costa tra Bleik e Stave